# Trofeo de la Hispanidad de fútbol
El Trofeo de la Hispanidad, celebrado en Alicante y Cartagena durante los años 1995 y 1996 fue una idea de celebrar la Fiesta nacional de España, el 12 de octubre, con un partido entre el Real Madrid CF y un equipo iberoamericano, en este caso el Celaya FC de México. El proyecto contó con la colaboración de una cadena privada de televisión. La idea de escoger al Celaya FC tuvo mucho que ver con la reciente incorporación a este equipo mexicano del exfutbolista del Real Madrid y de la selección española, Emilio Butragueño.

## Historial.
| Año  | Edición | Lugar     | Campeón        | Resultado | Subcampeón |
| ---- | ------- | --------- | -------------- | --------- | ---------- |
| 1995 | I       | Alicante  | Real Madrid CF | 2-1       | Celaya FC  |
| 1996 | II      | Cartagena | Real Madrid CF | 3-0       | Celaya FC  |

## Palmarés.
| Equipo         | Títulos       | Subtítulos      |
| -------------- | ------------- | --------------- |
| Real Madrid CF | 2 (1995y1996) |                 |
| Celaya FC      |               | 2 (1995 y 1996) |